# Pessebre vivent d'Engordany

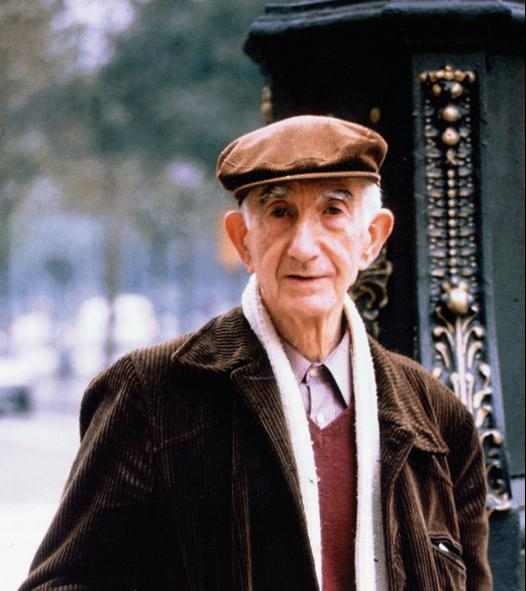
Esteve Albert i Corp

El pessebre vivent d'Engordany és un pessebre vivent, impulsat per Esteve Albert i Corp, que va ser inaugurat el darrer dia de l'any 1955. L'obra d'Esteve Albert i Corp va ser una de les primeres representacions de pessebres vivents dels Països Catalans.

## Orígens
A Esteve Albert i Corp li van ser encomanades dues conferències en relació amb la prehistòria de la regió d'Andorra als "Cursos Internacionals d'Extensió Cultural". Ell mateix es va enamorar d'Andorra i, a posteriori, hi va fer diverses estades en les quals va conèixer Pere Canturri Montanya.
Les seves estades a Andorra i les converses amb Pere Canturri Montanya li van permetre observar que a Andorra el turisme se centrava en el mes de juliol i agost, mesos en els quals els pobles eren plens i molts eren els turistes que escollien Andorra per passar-hi les vacances. Durant els mesos d'hivern, la situació era molt diferent i molts hotels i restaurants es veien obligats a tancar per manca de clients. Així doncs, Esteve Albert i Corp, a conseqüència dels suggeriments i demandes de la població per incrementar el turisme d'hivern, va proposar, juntament amb altres coses, la possibilitat de dur a terme un pessebre vivent per atraure turisme d'hivern.
La idea va entusiasmar la població, tot i que d'entrada no tenia l'esperança que el projecte arribés a crear-se. Tot i així, a poc a poc es va posar en marxa fins a la seva inauguració.
Esteve Albert va rebre l'ajuda del P. Enric Graner, del P. Ambròs Caralt i de dos monjos de Montserrat que els van aconsellar i els van guiar en el procés de creació del pessebre vivent.
La primera ubicació proposada fou el rec del Solà d'Andorra la Vella, atès que semblava un lloc idoni des del qual es podria veure tota la representació. El problema era que s'havien de fer algunes construccions, cosa que encaria i complicava el procés. Així doncs. l'escenari triat finalment fou Engordany.
A Engordany la població va implicar-se en el pessebre vivent. Tots van aportar-hi tot allò que podien. Alguns van oferir les golfes, els palles i altres parts de les seves llars per ambientar el pessebre. Altres van aportar elements essencials d'un pessebre vivent com són els animals i el bressol, entre d'altres. Tots van repartir-se les tasques. Hi havia el coreògraf, rol que va adoptar Josep Ingla i Ràdio Andorra que els gravava amb cinta magnetofònica.

## Obra i lloc

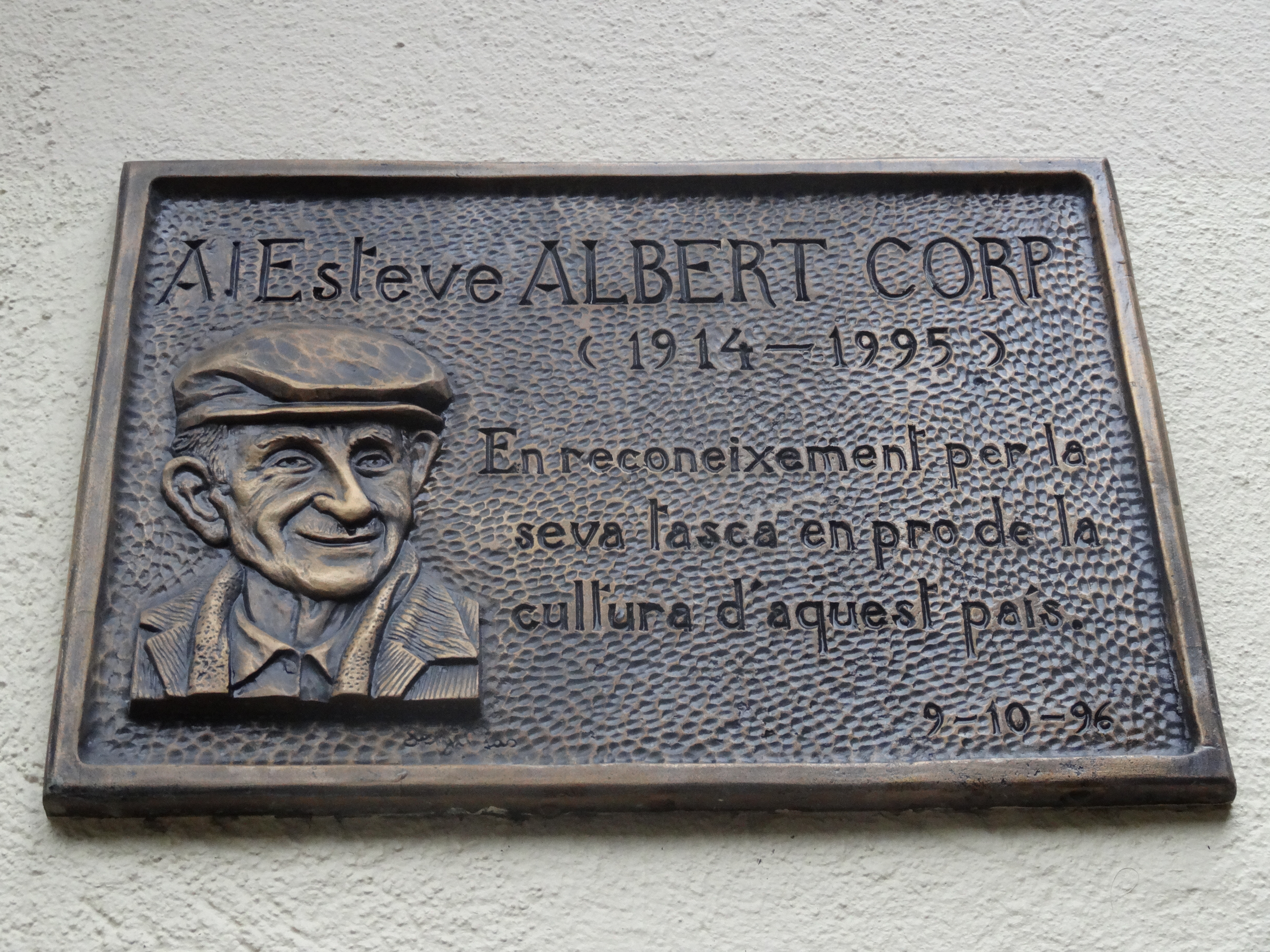
Placa d'Esteve Albert i Corp localitzada a Andorra la Vella.

Esteve Albert i Corp pensava que Engordany era un lloc ideal i adequat per a fer el pessebre vivent. Els colors del paisatge, el petits racons d'Engordany i l'arquitectura romànica, actualment Patrimoni de la Humanitat, eren aspectes claus per ambientar el pessebre vivent.

## Pessebre vivent i el turisme d'Andorra
El Pessebre vivent d'Engordany va propiciar un increment del turisme al país, que no només s'hi atansà per veure el Pessebre sinó que per gaudir de la riquesa natural i cultural andorrana. A més el turisme endorrà s'ha destacat per estar molt estacionalitzat, i la realització del Pessebre va incrementar el turisme d'hivern a tal l'indret.

Esteve Albert i Corp, ja que tenia diverses amistats a Barcelona que van ajudar-lo a difondre i fer conèixer el pessebre vivent d'Engordany. Altres amistats d'Esteve Albert com el Bisbe de la Seu i l'alcalde de Barcelona d'aquell moment, van permetre i facilitar els permisos a la població per poder pujar a Andorra per veure el pessebre vivent.
L'èxit que assolí el pessebre vivent es va veure incrementat atès els contactes que tingué

## Darrera edició del pessebre vivent d'Engordany
El pessebre vivent va fer la seva primera representació l'any 1955 i la seva darrera representació va ser l'any 1962. Els motius pels quals es va deixar de fer el pessebre sembla que, segons afirma el mateix Albert en una entrevista l'any 1990, fou per desavinences amb les personalitats que s'encarregaven del Quart o amb empresaris del món de l'hoteleria i el turisme, després que la mateixa Unió Pro-Turisme d'Escaldes, l'hagués anat a cercar a l'any 1958, per mirar reactivar les representacions.

## Recuperació del pessebre vivent d'Engordany
L'any 2014 el Comú d'Escaldes-Engordany va decidir recuperar el pessebre vivent d'Engordany, coincidint així, amb el centenari del naixement d'Esteve Albert i Corp.
Aquesta representació va tenir gran rellevància en el seu moment per ser el primer pessebre a escenificar-se en els països catalans. La consellera de Cultura Núria Barquín i la directora de l'Escena Nacional Andorrana, Irina Robles van presentar el nou espectacle.
A diferència de la versió presentada per Esteve Albert i Corp, la nova versió va tenir una durada inferior i l'entorn va ser un altre lloc de la part més alta d'Escaldes. La població va tornar a esdevenir la part clau de la representació, actors i actrius. Una altra diferència amb la versió pionera és la representació a l'aire lliure, afavorint la interacció amb el públic.
Actualment, el pessebre compta amb un gran nombre d'actors i actrius de totes les edats. A més a més, també, amb la col·laboració del cos dansaire de l'Esbart Santa Anna, la coral d'infants de l'escola de música i la coral d'Escaldes-Engordany.
L'objectiu de la recuperació del pessebre vivent és que es torni a representar cada any, com es va fer anteriorment, i que tingui una repercussió similar o superior per Andorra i la seva població.